# 3-я Тифлисская мужская гимназия
3-я Тифлисская мужская гимназия — гимназия в Тифлисе, входившая в ведение Кавказского учебного округа.

## История
Была учреждена в 1885 году в качестве прогимназии, а с 1892 года действовала в качестве гимназии на улице Лермонтовская № 8 (между улицами Вельяминовская и Гановская) в частном доме Георкова. Здание позднее полностью перешло в ведение учебного заведения. Почётным попечителем гимназии состоял коллежский асессор Иван Григорьевич Тамамшев.
Общее число учащихся на 1901 год составляло 687 человек (из них: русские — 86, грузины — 63, армяне — 468, татары − 17, горцы — 3, евреи — 26, другие национальности — 23). Учащихся в 1906 году — 780 человек, в 1913 году — 786 человек.
В 2000-х бывшее здание гимназии пострадало от пожара.

## Директора
- Козюлькин Александр Аркадьевич, из обер-офицерских детей, в 1875 году окончил физики-математический факультет Новороссийского университета и в 1876 году поступил на службу по ведомству Министерства народного просвещения. Был назначен преподавателем математики в Кинешму, инспектор Тифлисских великой княгини Ольги Федоровны женских гимназии и прогимназии; директор 3-й Тифлисской мужской гимназии; председатель педагогического совета 4-й Тифлисской женской гимназии (с 1903); муж троюродной сестры В. В. Стратонова и брат его однокурсника С. А. Козюлькина. Действительный статский советник (с 1896).
- Крамаренко Борис Константинович.